# Боршевичі (зупинний пункт)
Борше́вичі — пасажирський залізничний зупинний пункт Львівської дирекції Львівської залізниці.
Розташований неподалік від села Боршевичі Старосамбірський район, Львівської області на лінії Нижанковичі — Хирів між станціями Добромиль (10 км) та Нижанковичі (3 км).
Станом на червень 2024 року щодня, крім субот і неділь, одна пара приміського поїзда прямує за напрямком Самбір — Нижанковичі.